# English Education Act de 1835
L'English Education Act 1835 est un acte voté par le Conseil de l'Inde en 1835 sous l'initiative du gouverneur général des Indes William Cavendish-Bentinck. La couronne britannique avait en effet décidé de ré-allouer certains fonds de la Compagnie britannique des Indes orientales vers l'éducation de la colonie. L'acte vise ainsi à promouvoir un système éducatif tourné vers l'anglais, en remplacement des systèmes traditionnels hindou et musulman.
Avec d'autres mesures prises concomitamment favorisant l'utilisation de l'anglais dans l'administration, cette mesure est déterminante dans l'imposition de la langue coloniale au sein de la colonie.